# Ia Hiao
Ia Hiao là một xã thuộc tỉnh Gia Lai, Việt Nam.

## Địa lý
Trước khi thực hiện Nghị quyết số 1664/NQ-UBTVQH15, xã thuộc huyện Phú Thiện, nằm cách trung tâm của huyện 20 km về hướng Bắc.
- Phía Bắc giáp xã Chrôh Pơnan
- Phía Nam giáp thị xã Ayun Pa
- Phía Đông giáp xã Ia Trôk huyện Ia pa
- Phía Tây giáp xã Ia sol và huyện Ea H'leo

## Lịch sử
Xã Ia Hiao và xã Chrôh Pơnan được thành lập theo Nghị định số 98/NĐ – CP ngày 15/09/2006 của Chính Phủ, tách ra từ huyện Ayun Pa.
Theo Nghị quyết số 1664/NQ-UBTVQH15 ra tháng 6 năm 2025, sáp nhập tỉnh Bình Định vào tỉnh Gia Lai. Giải thể huyện Phú Thiện, sáp nhập 3 xã của huyện: Chrôh Pơnan, xã Ia Hiao và xã Ia Peng thành xã Ia Hiao mới.

## Hành chính
Trước khi thực hiện Nghị quyết số 1664/NQ-UBTVQH15, xã  có 13 thôn, làng gồm: Tân Phú; Mi Hoan A; Mi Hoan B; Ơi H’ Ly; Đoàn Kết; Bôn Ling A; Bôn Ling B; Điểm 9A; Điểm 9B; Chư Knông; Bôn Jớp; Ma H’ Rai A; Ma H’ Rai B.